# 江东站 (首尔特别市)
江東站（：／ Gangdong yeok */?）是首都圈電鐵5號線沿線的一座地下車站，同時也是馬川支線的起點車站，位於韓國首爾特別市江東區千戶3洞。

## 車站構造
站體為2面3線完全混合式月台的地下車站，候車月台設有月台幕門，並有5處出口。
上行側的島式月台為開往傍花站方向的列車，下行側月台則由開往河南黔丹山站與開往馬川站方向的列車交替停靠。

### 月台配置
| 千戶 ↑          |
| \| 上 \|        |
| ↓ 吉洞·↓ 遁村洞 |

| 月台 | 路線             | 開出                   | 目的地                       |
| ---- | ---------------- | ---------------------- | ---------------------------- |
| 下行 | ●首都圈電鐵5號線 | 傍花開出               | 上一洞、河南黔丹山、馬川方向 |
| 上行 | ●首都圈電鐵5號線 | 上一洞、河南黔丹山開出 | 君子、麻浦、雨裝山、傍花方向 |
| 上行 | ●首都圈電鐵5號線 | 馬川開出               | 君子、麻浦、雨裝山、傍花方向 |

## 歷史
- 1995年11月15日：落成啟用。
- 1999年7月2日：馬川支線通車。

## 車站周邊
- 江東稅務署
- 東信中學
- 翰林大學附設江東聖心醫院

## 圖片

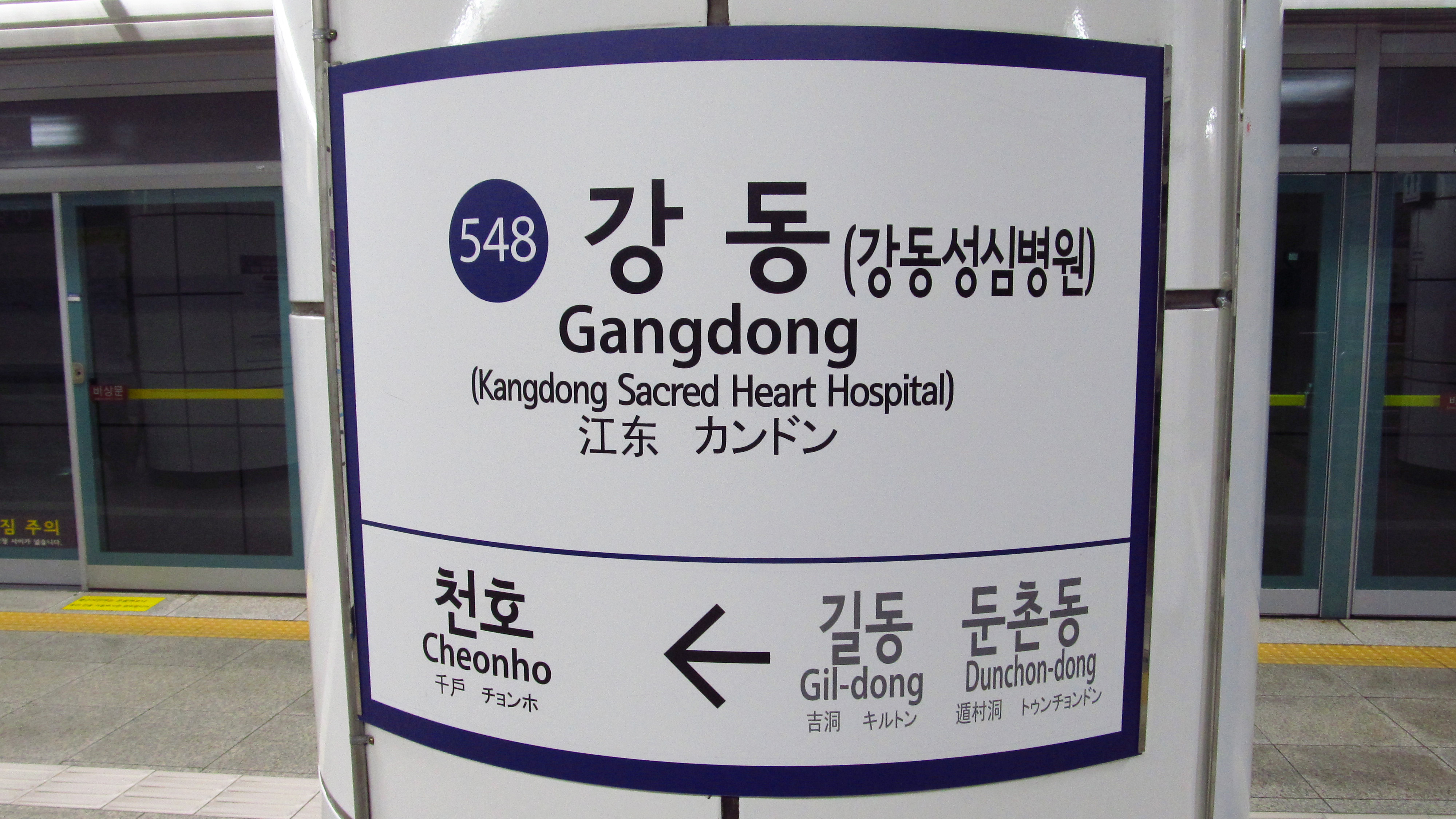
站名牌（更名前）
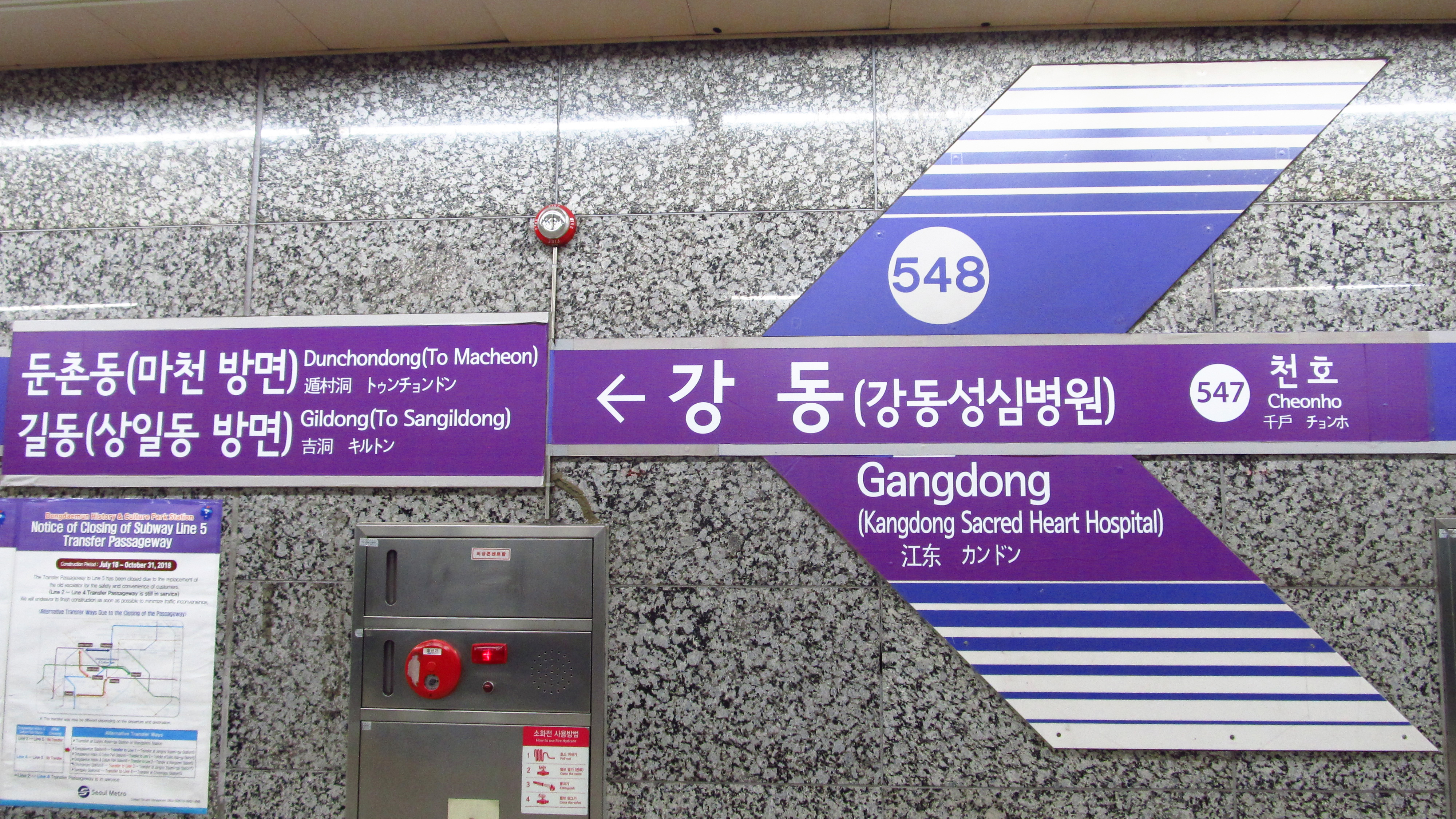
站名牌（更名前）
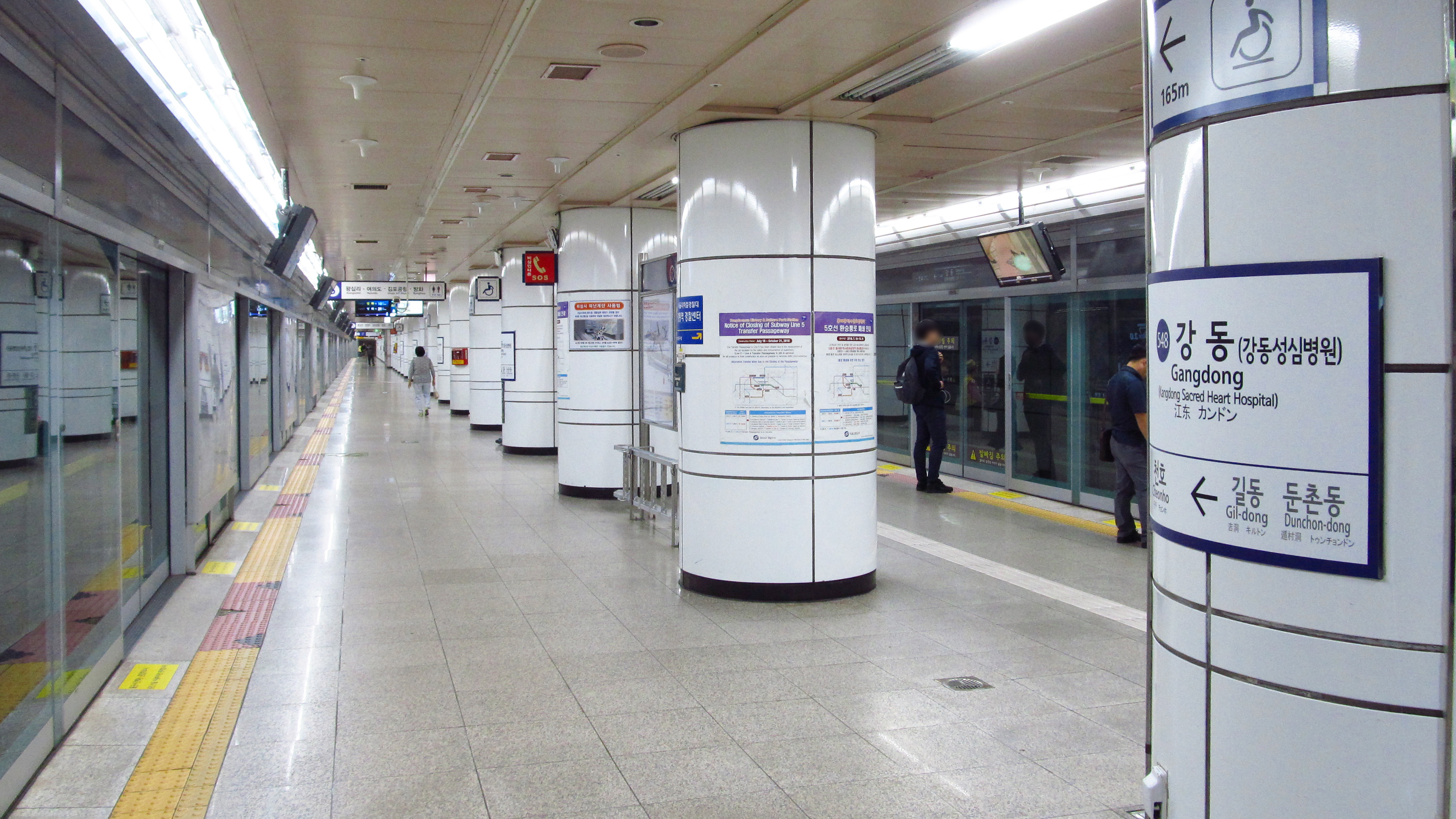
候車月台（島式）
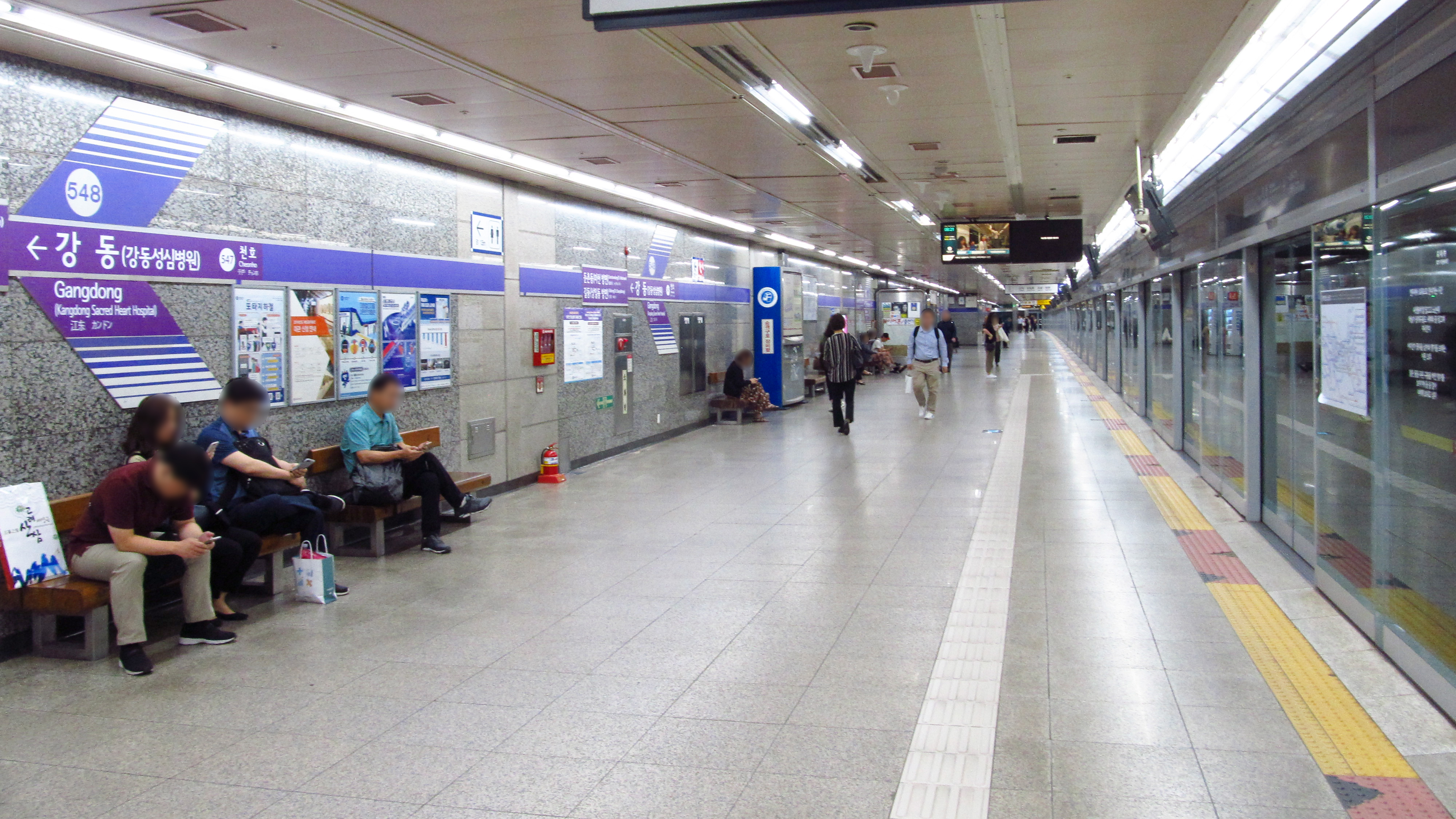
候車月台（側式）
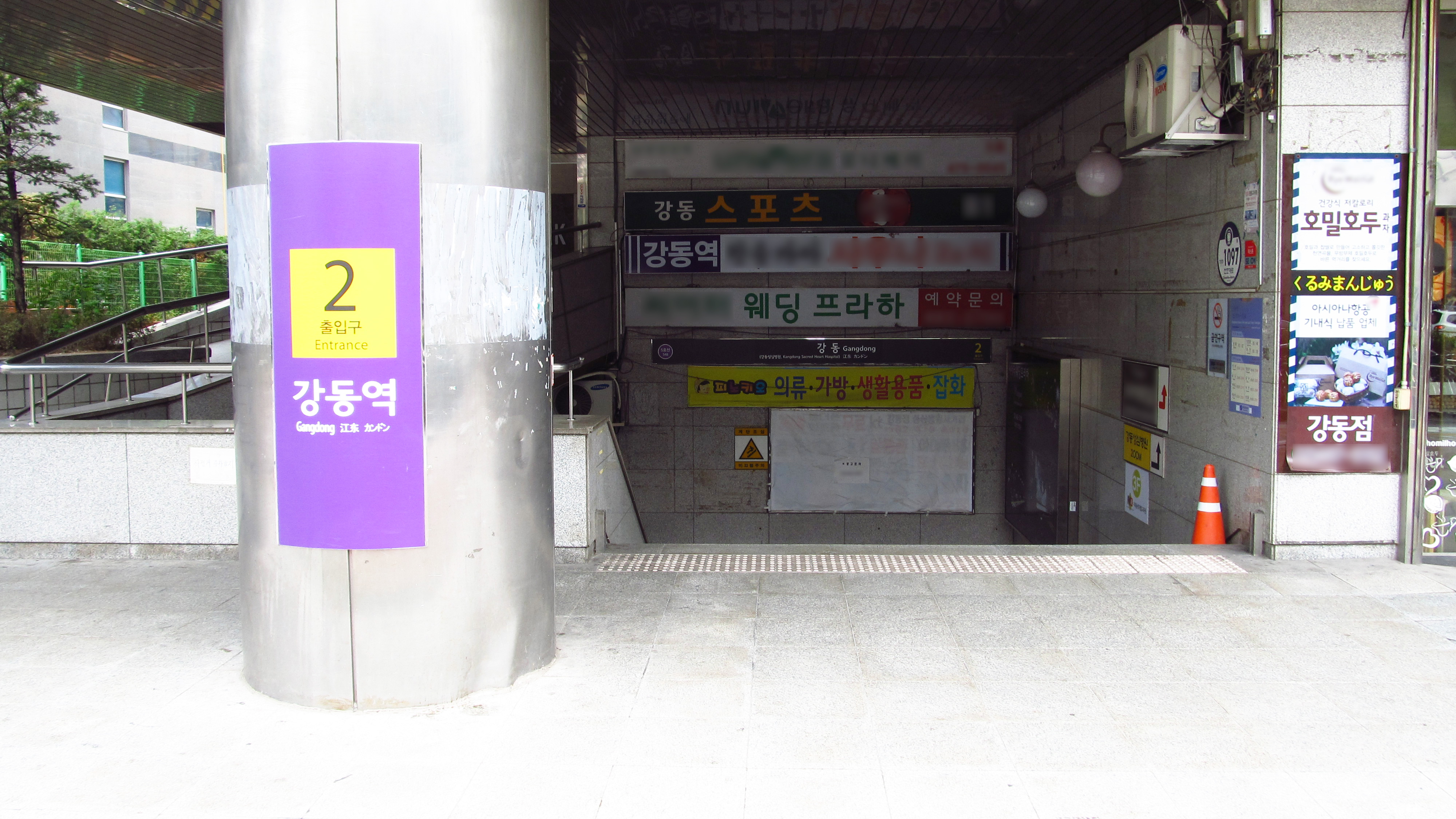
2號出口
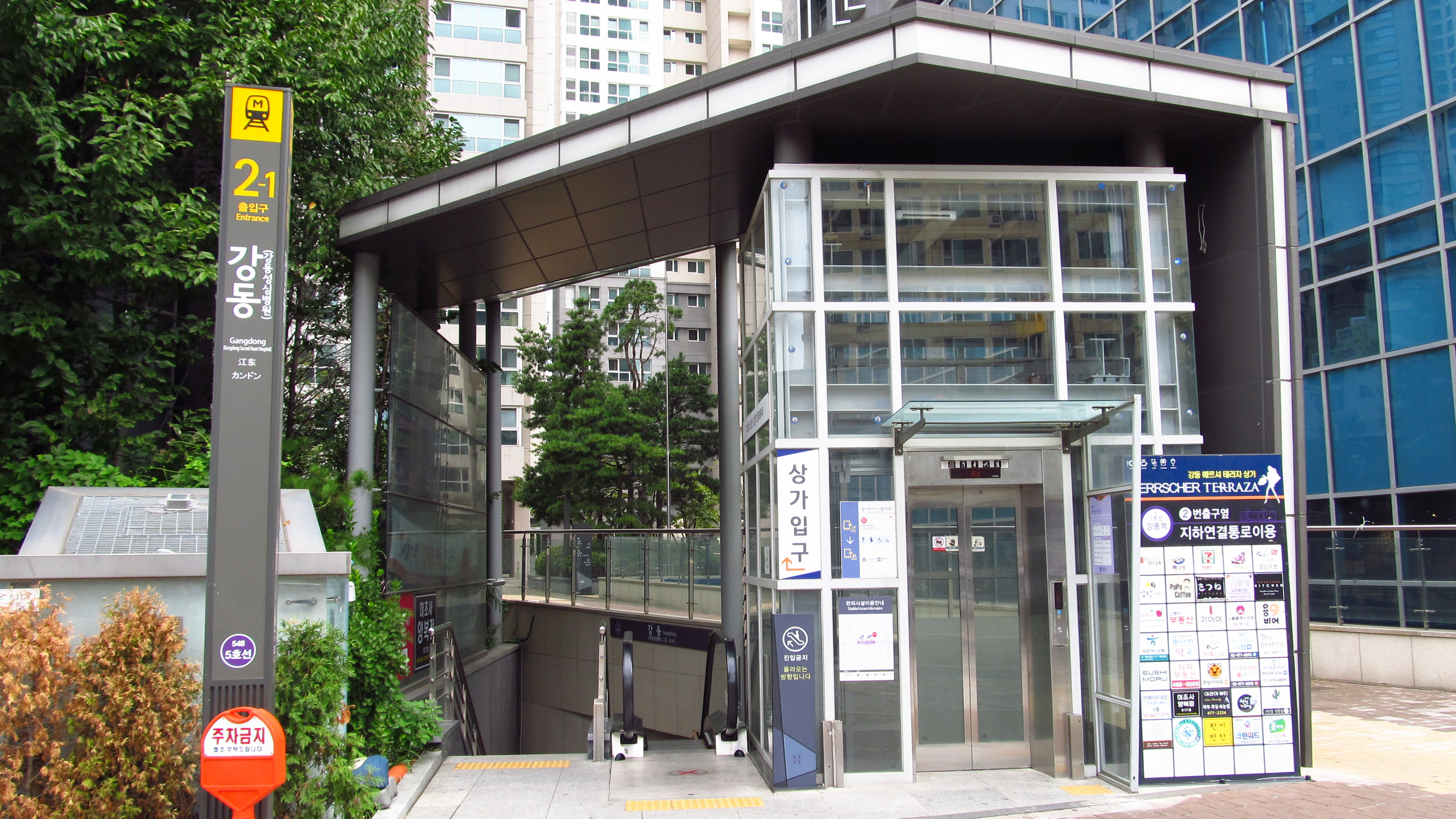
2-1號出口

## 相鄰車站
首爾交通公社
●首都圈電鐵5號線
●首尔地铁5号线本線
千戶（547）－江東（548）－吉洞（549）
●首都圈電鐵5號線馬川支線
江東（548）－遁村洞（P549）